# Diecezja Bunia
Diecezja Bunia (łac. Diœcesis Buniaensis) – diecezja rzymskokatolicka w Demokratycznej Republice Konga. Powstała w 1922 jako prefektura apostolska Jeziora Alberta. Podniesiona w 1933 do rangi wikariatu apostolskiego. Diecezja od 1959 działa pod obecną nazwą.

## Główne świątynie
- Katedra: Katedra Matki Bożej Łaskawej w Bunii

## Biskupi diecezjalni
- Alphonse Joseph Matthijsen (1922–1963)
- Gabriel Ukec (1964–1984)
- Léonard Dhejju (1984–2002)
- Dieudonné Uringi (od 2005)